# HAL AMCA

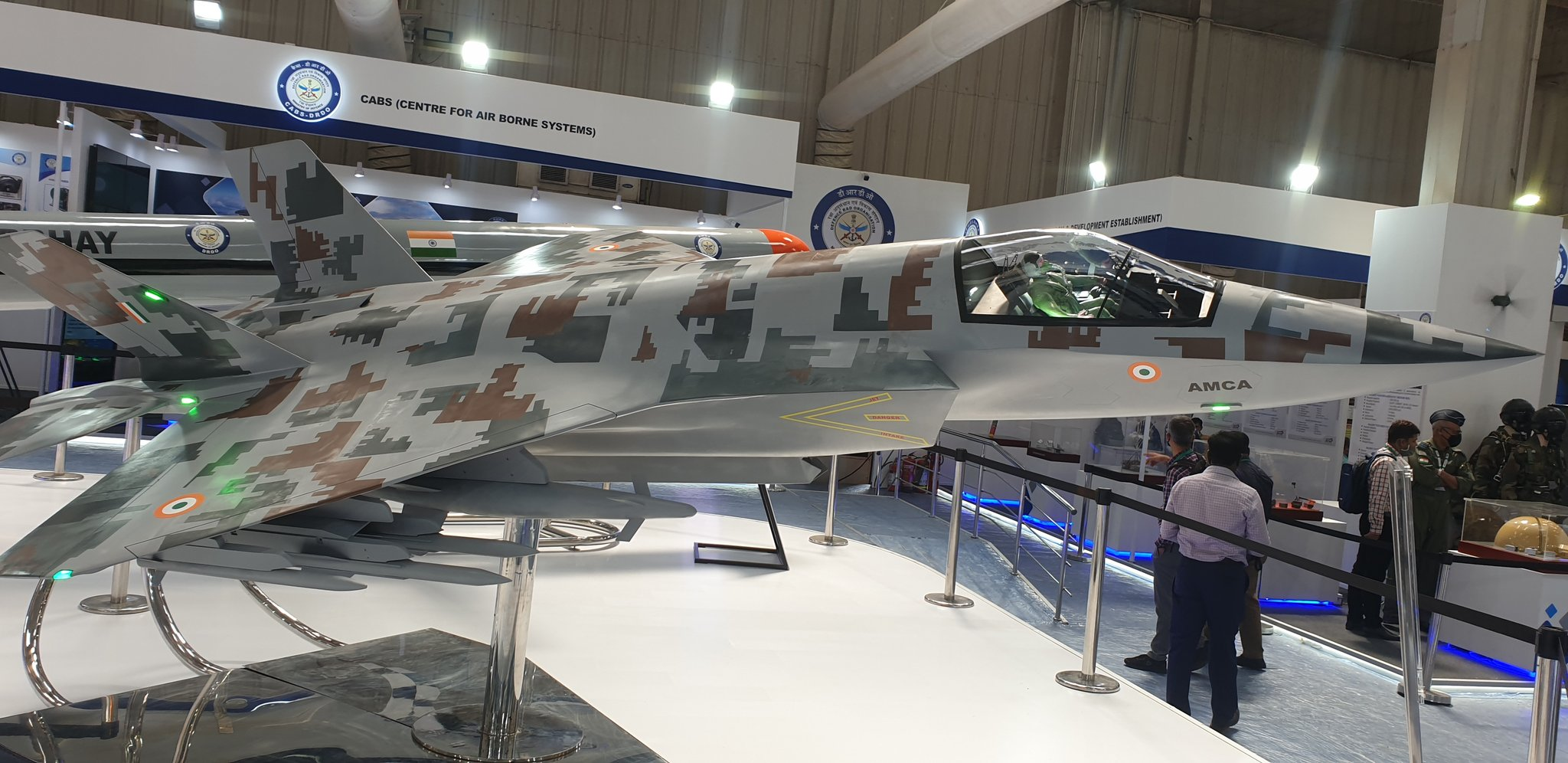
Um modelo do AMCA num aero show em 2021.

Aeronave Avançada de Combate Médio HAL (em inglês:  HAL Advanced Medium Combat Aircraft - HAL AMCA) é um programa indiano para a produção de um caça de quinta geração. Ele está sendo desenvolvido por uma equipe da indústria aeroespacial que consiste na Agência de Desenvolvimento Aeronáutico e na Hindustan Aeronáutica Limited (HAL), que serve como a contratante principal e a principal empresa de montagem. É um caça bimotor, furtivo e supermanobrável. Os trabalhos do projeto do AMCA começaram em 2008 e foram concluídos em 2014. Em 2008, a Marinha Indiana se juntou ao programa para criar uma variante naval otimizada para operação em porta-aviões. O primeiro voo está agendado para ocorrer entre 2023 e 24.